# Liste von Nachlässen in der Burgerbibliothek Bern
Die Liste enthält die in der Burgerbibliothek Bern vorhandenen schriftlichen Nachlässe mit ihren Signaturen.
| Name                                 | Geboren | Gestorben      | Signatur/Link | Laufmetersam           | Bemerkungen (Bestand) |
| ------------------------------------ | ------- | -------------- | --- | ---------------------- | --- |
| Hans Adrian                          | 1890    | 1979           | Streubestand (Deskriptor) (ISplus)                                                                                     |                        | Feldbücher von 1911 bis 1961. |
| Agathon Aerni                        | 1929    | 2006           | N Agathon Aerni | ca. 20                 | Materialien zur Geschichte a) der diplomatischen Beziehungen der Schweiz (u. a. mit Österreich, Thailand, den Philippinen, den Westindischen Inseln), b) der Schweizer Auswanderung nach Südamerika und Südostasien und c) der Seilbahnen. Historische Postkarten. Materialien und Plakate zu respektive von Anton Reckziegel.                                                                                         |
| Johann Ammann                        | 1831    | 1910           | Mss.h.h.XX.1.1 – 1.18 (ISplus)                                                                                         |                        | Pfarrer |
| Hans Andres                          | 1881    | 1962           | Mss. h.h. XLVIII. 119-121 (ISplus)                                                                                     | 0,30                   | Sammlung von Quellenauszügen und Dokumenten |
| Albert Anker                         | 1831    | 1910           | N Albert Anker (ISplus)                                                                                                | 03,6                   | Nur persönliche Dokumente, Korrespondenzen, Fotografien |
| Johann Conrad Appenzeller            | 1775    | 1850           | Mss. h.h. XVII. 204 (ISplus)                                                                                           |                        | |
| Paul Arbenz                          | 1880    | 1943           | Mss. h.h. LI. 104 (ISplus)                                                                                             |                        | Geologe, Professor an der Universität Bern |
| Franz Bächtiger                      | 1939    | 1999           | N Franz Bächtiger (ISplus)                                                                                             | 07,3                   | Lehrtätigkeit / wissenschaftliche Arbeiten, Karikaturensammlung, Zeitungsausschnittsammlung |
| Carl Albrecht Reinhold Baggesen      | 1793    | 1873           | Streubestand (Deskriptor) bzw. Mss. h.h. XXII. 149-150; XXIII. 88 (ISplus)                                             |                        | Pfarrer |
| Eduard Bähler                        | 1832    | 1910           | Streubestand (Deskriptor) bzw. Mss. h.h. XXVI. 92-97; LII. 47 (ISplus)                                                 | 00,40                  | Materialien zur Person, Materialien zum Werk, wissenschaftliche Vorarbeiten |
| Eduard Bähler                        | 1870    | 1925           | Mss. h.h. LI. 124-138; LII. 48-49 (ISplus)                                                                             | 01,80                  | Materialien zur Person, Materialien zum Werk, wissenschaftliche Vorarbeiten |
| Hans Rudolf Balmer                   | 1899    | 1993           | N Hans Rudolf Balmer (ISplus)                                                                                          | 01,5                   | Manuskripte / Materialien zum Werk; Gotthelf-Kartei |
| Eduard Balsiger                      | 1845    | 1924           | N Eduard Balsiger (ISplus)                                                                                             | 00,65                  | Persönliche Papiere (Manu- und Typoskripte von Vorlesungen), Publikationen, Korrespondenzen |
| Ernst Balzli                         | 1902    | 1959           | N Ernst Balzli (ISplus)                                                                                                | 03                     | Manuskripte / Materialien zu Werk, Radiosendungen und Rezeption; persönliche Dokumente, Korrespondenzen |
| Alice Balzli-Vischer                 | 1911    | 1987           | N Alice Balzli–Vischer                                                                                                 | 00,15                  | Schriftstellerin. Bestand: Manuskripte zu Erzählungen und Gedichte, persönliche Dokumente, Rezensionen |
| Alice de Bary                        | 1868    | 1952           | N Alice de Bary (ISplus)                                                                                               | 02,5                   | Unterlagen zu schriftstellerischer Tätigkeit (Vorstufen, Manuskripte, Vorträge, Rezensionen), Korrespondenz (Reaktionen auf die Gedichtbände), Briefe, Notizbücher, Alpenpflanzen |
| Georg Bäschlin                       | 1919    | 1989           | Mss. h.h. LII. 85-86.3 (ISplus)                                                                                        | 00,5                   | Korrespondenz, persönliche Papiere, Sammlung von Dokumenten |
| Oskar Bätschmann                     | 1943    |                | N Oskar Bätschmann | 12                     | Korrespondenzen, persönliche Akten (Wissenschaftliches, Publizistisches, Lehrtätigkeit) |
| Hanni Bay                            | 1885    | 1978           | N Hanni Bay | 01,5                   | Persönliche Papiere, Zeichnungen, Aquarelle, Familienpapiere, Fotos, Kupfer, Eisenplatten, Materialien zur Tuchfabrik |
| Werner Belmont                       | 1915    | 2011           | N Werner Belmont | 03                     | Dokumente zum Wirken als Designer und Werbechef der Schweizerischen Bundesbahnen; Persönliche Papiere, Fotoalben |
| Gerold von Bergen                    | 1906    | 1989           | Mss. h.h. LI. 31, 147 (ISplus)                                                                                         | 00,25                  | Materialien zum Werk, persönliche Papiere, Sammlung von Dokumenten |
| Bernhard Albert Bitzius              | 1835    | 1882           | Mss. h.h. XXVI. 81-86; LI. 82; LII. 114 (ISplus)                                                                       | 00,60                  | Korrespondenz, Werke |
| Emil Bloesch                         | 1838    | 1900           | N Emil Bloesch (ISplus)                                                                                                | 00,7                   | Teile des Familienarchivs; persönliche Papiere, Reisenotizen, Zeichenhefte, Skizzenblätter, amtliche Korrespondenz |
| Hans Bloesch                         | 1878    | 1945           | N Hans Bloesch | 05                     | „biographisches Material zu prominenten sowie zu Berner Persönlichkeiten“ |
| Paul Boesch                          | 1889    | 1969           | Mss.h.h.LII.279-281 (ISplus)                                                                                           | Keine Angabe           | Materialien zum Werkkatalog, Diverses |
| Jacques Bongars                      | 1554    | 1612           | diverse Codices: Bibliotheca Bongarsiana (ISplus)                                                                      |                        | Briefe, Werke, wissenschaftliche Vorarbeiten, persönliche Papiere, Tagebuch, historische, politische, philologische Kollektaneen |
| Gustav von Bonstetten                | 1816    | 1892           | Mss. h.h. XLV. 24-26 (ISplus)                                                                                          | 00,20                  | Korrespondenz, wissenschaftliche Vorarbeiten; Depot des Bernischen Historischen Museums |
| Karl-Viktor von Bonstetten           | 1745    | 1832           | Mss. h.h. LI. 113; 118-118d (ISplus)                                                                                   | 00,80                  | Materialien zur Person, Korrespondenz (Fotokopien), persönliche Papiere |
| Guillaume-Marie-Anne Brune           | 1763    | 1815           | Mss.h.h.XI.87 – 121 Mss.h.h.XIV.87 – 100 (ISplus)                                                                      | 02                     | Manuskripte und gesamte Korrespondenz von 1790–1814; mit Appendix und von Rudolf von Sinner verfasstem Index |
| Christian Bühler                     | 1825    | 1898           | Mss. h.h. XI. 178-178F (ISplus)                                                                                        | 00,5                   | Materialien zur Person, Korrespondenz, Werke, wissenschaftliche und künstlerische Vorarbeiten, Sammlung von Graphik |
| Gian Bundi                           | 1872    | 1936           | Mss. h.h. III. 291 (ISplus)                                                                                            | 00,5                   | Korrespondenz, Werke, wissenschaftliche Vorarbeiten |
| Gertrud Burkhalter                   | 1911    | 2000           | N Gertrud Burkhalter (ISplus)                                                                                          | 02,5                   | Korrespondenzen, Typoskripte, Manuskripte, Belegexemplare, Rezensionen zum „dichterischen und journalistischen Werk“ |
| Walter Burckhardt                    | 1871    | 1939           | Mss. h.h. XXXVIII. 47-59; XLII. 15 (ISplus)                                                                            | 00,7                   | Korrespondenz, Sammlung von Dokumenten |
| Ludwig von Büren                     | 1735    | 1806           | FA von Büren (ISplus)                                                                                                  | Keine Angabe           | Diverses |
| Rudolf Otto von Büren                | 1822    | 1888           | FA von Büren (ISplus)                                                                                                  | Keine Angabe           | Diverses |
| Rudolf von Büren                     | 1784    | 1856           | FA von Büren (ISplus)                                                                                                  | Keine Angabe           | Diverses |
| Fritz Bürki                          | 1918    | 1997           | N Fritz Bürki | 04,3                   | Dokumente zur Tätigkeit als Wasserzeichenforscher |
| Pierre César                         | 1853    | 1912           | N Pierre César | 01,5                   | Manuskripte zur schriftstellerischen und journalistischen Arbeit, Mitschriften aus Studienzeiten, Predigten, persönliche Dokumente / Briefe |
| Anna Maria Cetto                     | 1898    | 1991           | Mss.h.h.LII.253 – 256 (ISplus)                                                                                         | Keine Angabe           | Persönliche Papiere, Manuskripte und Korrespondenz der Kunsthistorikerin |
| Pierre Daniel                        | 1530    | 1603           | Streubestand (Deskriptor) (ISplus)                                                                                     | Keine Angabe           | Korrespondenz, wissenschaftliche Vorarbeiten (Philologica) |
| Horace Edouard Davinet               | 1839    | 1922           | Mss.h.h.LII.129 – 138 (ISplus)                                                                                         | 01,4                   | Siehe auch Sammlung Eduard Davinet |
| Franz Eduard Desberger               | 1786    | 1843           | FA von Fellenberg 219-222 (ISplus)                                                                                     | 00,35                  | Arbeiten, Materialien zur Person, Korrespondenz |
| Heinrich Dübi                        | 1848    | 1942           | Mss.h.h.XLII.41 – 41a (ISplus)                                                                                         | 02,8                   | Korrespondenz, Werke, wissenschaftliche Vorarbeiten, persönliche Papiere |
| Karl Jakob Durheim                   | 1780    | 1866           | Mss.h.h.XII.14 – 15; Mss.h.h.XIV.4 – 6; Mss.h.h.XIV.19 – 29; Mss.h.h.XIV.132 – 138; Mss.h.h.271 – 272a (ISplus)        | 01                     | Materialien zur Person, Werke, wissenschaftliche Vorarbeiten, Lebenserinnerungen, Tagebücher |
| Ludwig Albrecht Effinger             | 1773    | 1853           | Streubestand (Deskriptor) (ISplus)                                                                                     | 00,2                   | Materialien zur Person, Lebenserinnerungen |
| Samuel Engel                         | 1702    | 1784           | Mss.h.h.XI.127–133 (ISplus)                                                                                            | 00,6                   | Werke, wissenschaftliche Vorarbeiten, Sammlung von Dokumenten |
| Franz Ludwig von Erlach              | 1574    | 1651           | Streubestand (Deskriptor) (ISplus)                                                                                     | 00,5                   | Korrespondenz, persönliche Papiere, Sammlung von Dokumenten |
| Hans Ludwig von Erlach               | 1595    | 1650           | Mss.h.h.XV.29 – 43; Mss.h.h.XXVII.1-107a (ISplus)                                                                      | 08,10                  | Teilbestand |
| Hieronymus von Erlach                | 1667    | 1748           | Mss.h.h.XV.50 – 52 (ISplus)                                                                                            | 00,2                   | Teilbestand: Unterlagen zur Person, Korrespondenz |
| Karl Ludwig von Erlach               | 1746    | 1798           | Streubestand (Deskriptor) (ISplus)                                                                                     | 00,2                   | Briefe, persönliche Papiere |
| Hans-Ulrich Ernst                    | 1933    | 2019           | N Hans-Ulrich Ernst (ISplus)                                                                                           | 00,8                   | Tagebücher; Aufzeichnungen zum „Alltag als Direktor der eidgenössischen Militärverwaltung“ und zum Ehrenamt der Burgergemeinde Bern. |
| Heinrich Escher                      | 1626    | 1710           | Streubestand (Deskriptor) (ISplus)                                                                                     | 00,5                   | Korrespondenz, persönliche Papiere, Tagebücher |
| Heinrich Escher                      | 1713    | 1777           | Streubestand (Deskriptor)                                                                                              |                        | |
| Jean Louis d'd’Estavayer             | 1746    | 1823           | Streubestand (Deskriptor) (ISplus)                                                                                     | 02                     | Historische und genealogische Sammlungen |
| Wilhelm Fabry aus Hilden             | 1560    | 1634           | Streubestand (Deskriptor) (ISplus)                                                                                     | Keine Angabe           | Briefe, wissenschaftliche Vorarbeiten |
| Daniel Fellenberg                    | 1736    | 1801           | Streubestand (Deskriptor) (ISplus)                                                                                     | 01,6                   | Dokumente, Korrespondenz |
| Edmund von Fellenberg                | 1838    | 1902           | Streubestand (Deskriptor) (ISplus)                                                                                     | 00,1                   | Wissenschaftliche Vorarbeiten |
| Ludwig Rudolf von Fellenberg         | 1809    | 1878           | Mss.h.h.III.221 – 229; Mss.h.h.XVI.75 – 86 (ISplus)                                                                    | 00,7                   | Korrespondenz, Werke, wissenschaftliche Vorarbeiten |
| Philipp Emanuel von Fellenberg       | 1771    | 1844           | Streubestand (Deskriptor) (ISplus)                                                                                     | 11,25                  | Korrespondenz, Werke, wissenschaftliche Vorarbeiten, persönliche Papiere, Sammlung von Dokumenten |
| Anna Feodorowna                      | 1781    | 1860           | Streubestand (Deskriptor) (ISplus)                                                                                     | 00,2                   | Sammlung von Musiknoten |
| Bernhard Rudolf Fetscherin           | 1796    | 1855           | Mss.h.h.XVI.95–97 Mss.h.h.XIX.28–31 (ISplus)                                                                           | 00,3                   | Korrespondenz, Werke, wissenschaftliche Vorarbeiten, persönliche Papiere, Sammlung von Dokumenten |
| Georg Finsler                        | 1852    | 1916           | Streubestand (Deskriptor) (ISplus)                                                                                     | 01,4                   | Korrespondenz, wissenschaftliche Vorarbeiten |
| Hans Konrad Finsler                  | 1765    | 1839           | Mss.h.h.XV.139 – 141 (ISplus)                                                                                          | 00,3                   | Korrespondenz, wissenschaftliche Vorarbeiten |
| Eduard Fischer                       | 1861    | 1939           | Streubestand (Deskriptor) (ISplus)                                                                                     | 00,1                   | Mykologe |
| Henry Berchtold von Fischer          | 1861    | 1949           | N Henry Berchtold von Fischer (ISplus)                                                                                 | 00,5                   | Pläne zu Villa Gulmen, Kornhausbrücke und Thunplatz; „Skizzenbücher, Notizbücher, persönliche Dokumente und architekturhistorische Tafelwerke“ |
| Adolf Fluri                          | 1865    | 1930           | Mss.h.h.XXX (ISplus)                                                                                                   | 07,1                   | Korrespondenz, Werke, wissenschaftliche Vorarbeiten, Sammlung von Autographen und Dokumenten |
| Friedrich Wilhelm Foerster           | 1869    | 1966           | Streubestand (Deskriptor) (ISplus)                                                                                     | 00,1                   | Korrespondenz, Sammlung von Akten und Drucken |
| Louis Fontanella                     | 1856    | 1928           | Mss. h.h. LI. 37-41. (ISplus)                                                                                          | 00,3                   | Wissenschaftliche Vorarbeiten |
| Franz Friedrich Freudenberger        | 1804    | 1862           | Mss.h.h.LII.215 – 248 (ISplus)                                                                                         | 00,7                   | Skizzenbücher, literarische Werke, Reisebeschreibungen |
| Christoph Friedrich Freudenreich     | 1748    | 1821           | Streubestand (Deskriptor) (ISplus)                                                                                     | 00,2                   | Persönliche Papiere |
| Emanuel Friedli                      | 1846    | 1939           | N Emanuel Friedli (ISplus)                                                                                             | 03,6                   | Materialien und Notizen zum „Bärndütsch“-Werk; wenige Fachkorrespondenz; durch Otto von Greyerz hinzugefügte handschriftliche Berndeutsch-Kartothek, die als Fundus für das Schweizerische Idiotikon dient |
| Samuel Frisching (1605)              | 1605    | 1683           | Streubestand (Deskriptor) (ISplus)                                                                                     | 02,4                   | Korrespondenz, persönliche Papiere, Tagebücher |
| Samuel Frisching (1638)              | 1638    | 1721           | Mss.h.h.XXXIV.171–177e (ISplus)                                                                                        | 01,8                   | Korrespondenz, persönliche Papiere, Tagebücher |
| Arthur Furer                         | 1924    | 2013           | N Arthur Furer | 10                     | persönliche Papiere und Korrespondenzen; Originalpartituren |
| Samuel Furer                         | 1898    | 1961           | N Samuel Furer (ISplus)                                                                                                | 01,1                   | persönliche Papiere; Korrespondenzen; Musikalien (Notenmaterial, Materialien zu Kompositionen) |
| Walter Furrer                        | 1902    | 1978           | N Walter Furrer | 06,8                   | Musikalien, Kompositionen von Orchester- und Chorwerken sowie Opern und Ballettmusiken; Verlagskorrespondenz, Verlagsverträge, Musikerbriefe, Kritiken (Tonbänder in Schweizer Nationalphonothek) |
| Karl Geiser                          | 1898    | 1957           | Mss. h.h. LII. 80-81a. (ISplus)                                                                                        | 00,50                  | Korrespondenz, Sammlung von Druckschriften, Photographien |
| Eduard Gerber                        | 1876    | 1956           | VA NHB 10-23 (ISplus)                                                                                                  | 01,70                  | Korrespondenz, wissenschaftliche Tagebücher, geologische Gutachten, Pläne |
| Friedrich Gerwer                     | 1807    | 1876           | Mss. h.h. XIV. 36-37. (ISplus)                                                                                         | 00,07                  | Historische Vorarbeiten, Quellenauszüge |
| Jean-François Girard                 | 1808    | 1887           | Mss. h.h. XIII. 4-14 C. (ISplus)                                                                                       | 01,2                   | Historische Vorarbeiten, Manuskripte, Quellenauszüge |
| Johannes Glur                        | 1798    | 1859           | Mss. h.h. LI. 144-146. (ISplus)                                                                                        | 00,05                  | Wissenschaftliche Vorarbeiten |
| Werner Glur                          | 1842    | 1928           | Mss. h.h. LI. 15-20. (ISplus)                                                                                          | 00,1                   | Vorlesungsnachschriften |
| August Lorenz von Gonzenbach         | 1808    | 1887           | Streubestand (Deskriptor) (ISplus)                                                                                     | 02,7                   | Korrespondenz, Materialien zum Werk, persönliche Papiere |
| Jeremias Gotthelf                    | 1797    | 1854           | N Jeremias Gotthelf (ISplus)                                                                                           | 04                     | Durch Bee Juker 1959 erstellt und von Denise Wittwer Hesse 1995 ergänzt |
| Edgar Graf                           | 1907    | 1966           | N Edgar Graf (ISplus)                                                                                                  | 02,1                   | Tagebücher, Skizzenbücher, aquarellierte Zeichnungen; Unterlagen zu Familienforschung und literarischem Schaffen |
| Christoph von Graffenried            | 1661    | 1743           | Mss. Mül. 466. (ISplus)                                                                                                | 00,1                   | Persönliche Papiere |
| Franz von Graffenried                | 1768    | 1837           | Mss. Mül. 337, 338, 645. (ISplus)                                                                                      | 00,2                   | Briefe, Sammlung von Dokumenten |
| Adeline von Greyerz                  | 1832    | 1869           | FA von Greyerz 32-35 (ISplus)                                                                                          | Keine Angabe in ISplus | Lebenserinnerungen, Materialien zur Person |
| Alphons von Greyerz                  | 1813    | 1864           | Mss. h.h. LI. 261-263, 288-293. (ISplus)                                                                               | 00,1                   | Skizzenbücher |
| Gottlieb von Greyerz                 | 1778    | 1855           | FA von Greyerz 4-12 (ISplus)                                                                                           | Keine Angabe in ISplus | Tagebücher, Diverses |
| Molly von Greyerz                    | 1808    | 1890           | FA von Greyerz 13-18 (ISplus)                                                                                          | Keine Angabe in ISplus | Diverses |
| Otto von Greyerz                     | 1863    | 1940           | Streubestand (Deskriptor) (ISplus)                                                                                     | 01,7                   | Materialien zur Person, Korrespondenz, Werke, wissenschaftliche Vorarbeiten |
| Paul von Greyerz                     | 1868    | 1956           | FA von Greyerz 69-74 (ISplus)                                                                                          | Keine Angabe in ISplus | Tagebücher, Diverses |
| Theodor von Greyerz                  | 1875    | 1960           | FA von Greyerz 76-82 (ISplus)                                                                                          | Keine Angabe in ISplus | Werke, Tagebücher, Diverses |
| Walo von Greyerz                     | 1898    | 1976           | FA von Greyerz 86-90 (ISplus)                                                                                          | Keine Angabe           | Werke, Diverses |
| Wilhelm Aimé Otto von Greyerz        | 1829    | 1882           | FA von Greyerz 20–31 (ISplus)                                                                                          | Keine Angabe in ISplus | Tagebücher, Predigten, Skizzenbücher, Materialien zum Werk, persönliche Papiere |
| Erich Gruner                         | 1915    | 2001           | N Erich Gruner | 01,5                   | Persönliche Papiere, Korrespondenzen |
| Johann Rudolf Gruner                 | 1680    | 1761           | Mss.h.h.I-XVII (verstreut) (ISplus)                                                                                    | Keine Angabe           | Korrespondenz, Werke, wissenschaftliche Vorarbeiten, Tagebücher, Sammlung von Dokumenten |
| Paul Gruner                          | 1869    | 1957           | N Paul Gruner (ISplus)                                                                                                 | 01,9                   | Korrespondenzen |
| Kurt Guggisberg                      | 1907    | 1972           | Mss. h.h. LI. 181-188. (ISplus)                                                                                        | 00,3                   | Vorlesungsnachschriften, wissenschaftliche Vorarbeiten |
| Albert Haller                        | 1846    | 1932           | FA Haller-Müslin 17-23 (ISplus)                                                                                        | Keine Angabe           | Materialien zur Person, Materialien zum Werk, persönliche Papiere, Korrespondenz |
| Albert Friedrich Haller              | 1813    | 1882           | FA Haller-Müslin 28-31. 42(8-11) (ISplus)                                                                              | Keine Angabe           | Materialien zur Person, Tagebücher, persönliche Papiere |
| Albrecht von Haller                  | 1708    | 1777           | N Albrecht von Haller (ISplus)                                                                                         | 30                     | Korrespondenz; „Sektions- und Laborprotokolle zur Anatomie, Physiologie und Embryologie, botanische Beschreibungen, Nachschriften von botanischen Vorlesungen Hallers in Göttingen“; Judicia librorum (26 Bände); ‚Ehrendokumente‘; Tagebücher; persönliche Aufzeichnungen; Dokumente zu Haller-Feierlichkeiten |
| Berchtold Haller                     | 1492    | 1536           | Streubestand (Deskriptor)                                                                                              |                        | |
| Berchtold Haller                     | 1728    | 1778           | FA Haller-Müslin 1-3 (ISplus)                                                                                          | Keine Angabe           | Werke |
| Gottlieb Emanuel von Haller          | 1735    | 1786           | N Gottlieb Emanuel von Haller (ISplus)                                                                                 | 00,75                  | Korrespondenz von Hans Kaspar Schulthess sowie zum Tod von Albrecht von Haller (In obitum Halleri), ‚Ehrendokumente‘ |
| Karl Ludwig von Haller               | 1768    | 1854           | N Karl Ludwig von Haller (ISplus)                                                                                      | 00,7                   | ‚Ehrendokumente‘; Manuskript Restauration der Staats-Wissenschaft (ohne 5. Band); Weiteres (Korrespondenzsammlung, Familiendokumente und weitere Unterlagen im Staatsarchiv des Kantons Freiburg) |
| Franz Ludwig Haller von Königsfelden | 1755    | 1838           | Mss. h.h. XV. 150; Mss. Mül. 192.1-192.3, 400. (ISplus)                                                                | 00,2                   | Korrespondenz, Werke, wissenschaftliche Vorarbeiten |
| Hans Hartmann                        | 1913    | 1991           | N Hans Hartmann (ISplus)                                                                                               | 03                     | Drucksachen, Fotos, Dias (keine privaten Dokumente) |
| Karl Ludwig Hebler                   | 1812    | 1893           | Mss. h.h. LI. 1-8. (ISplus)                                                                                            | 00,2                   | Skizzenbücher |
| Emanuel Hermann                      | 1608    | 1664           | Mss. h.h. I. 101-106, 118; III. 241; IV. 71. (ISplus)                                                                  | 00,5                   | Werke, wissenschaftliche Vorarbeiten, Sammlung von Dokumenten |
| Anton Gabriel von Herrenschwand      | 1728    | 1785           | Mss. h.h. XLVII. 62. (ISplus)                                                                                          | 00,1                   | Korrespondenz, persönliche Papiere |
| Johann Anton von Herrenschwand       | 1764    | 1835           | Mss. h.h. XLVII. 63-65. (ISplus)                                                                                       | 00,3                   | Korrespondenz, persönliche Papiere |
| Johann Friedrich von Herrenschwand   | 1715    | 1798           | Mss. h.h. XLVII. 52.2, 55-61. (ISplus)                                                                                 | 00,4                   | Werke, wissenschaftliche Vorarbeiten, persönliche Papiere |
| Basilius Hidber                      | 1817    | 1901           | Mss. h.h. XXVI. 103. (ISplus)                                                                                          | 00,1                   | Korrespondenz |
| Paul Hofer                           | 1909    | 1995           | N Paul Hofer (ISplus)                                                                                                  | 52                     | Zähringerstudien (Stadtgeschichtsforschung); Barock (Architektur und Plastik) und Italien (Andrea Palladio, Paolo Veronese, Noto). |
| Otto Homburger                       | 1885    | 1964           | N Otto Homburger (ISplus)                                                                                              | 10,6                   | Wissenschaftliches („Materialien zu Monographien, Aufsätzen, Vorträgen und Vorlesungen“, Dossiers und Zettelkataloge sowie eine „Fotodokumentation und Glasplattensammlung“) zu mittelalterlicher Buchmalerei und Architektur, Plastik und Malerei; Familienpapiere / Akten |
| Karl Howald                          | 1796    | 1869           | N Karl Howald (ISplus)                                                                                                 | 00,3                   | Chronikwerke, Münsterbüchlein (Altes Archiv); Teilbestand (Neues Archiv) |
| Hugo Helmut Huber                    | 1901    | 1983           | Mss. h.h. LII. 77. (ISplus)                                                                                            | 00,3                   | „Künstlerische Vorarbeiten, Manuskripte, Zeichnungen, Oelbilder“ |
| Hermann Hutmacher                    | 1897    | 1965           | N Hermann Hutmacher (ISplus)                                                                                           | 00,6                   | Papiere zu schriftstellerischem Werk |
| Gottlieb Imhoff                      | 1704    | 1784           | Mss. h.h. XII. 292, 293; XLVIII. 122-125. (ISplus)                                                                     | 01,2                   | „Persönliche Papiere, Sammlung von Dokumenten“ |
| Theophil Ischer                      | 1885    | 1954           | Mss. h.h. XLVIII. 110-112. (ISplus)                                                                                    | 00,3                   | „Wissenschaftliche Vorarbeiten“ |
| Albert Jahn                          | 1811    | 1900           | Mss. h.h. XLV. 1-5 (Depot des Bernischen Historischen Museums) (ISplus)                                                | 00,2                   | „Korrespondenz, wissenschaftliche Vorarbeiten, persönliche Papiere“ |
| Eduard von Jenner                    | 1830    | 1917           | Mss. h.h. LI. 297, 298. (ISplus)                                                                                       | 00,15                  | „Wissenschaftliche Vorarbeiten, Zeichnungen“ |
| Gottlieb Abraham von Jenner          | 1765    | 1834           | Mss. h.h. XXVI. 26-28. (ISplus)                                                                                        | 00,3                   | „Persönliche und politische Papiere“ |
| Anna Joss                            | 1882    | 1973           | Mss. h.h. LI. 148. (ISplus)                                                                                            | 00,2                   | „Briefwechsel mit Albert Schweitzer“ |
| Jakob Otto Kehrli                    | 1892    | 1962           | N Jakob Otto Kehrli | 04                     | Arbeitsmaterialien und Rezensionen |
| Karl Rudolf von Kirchberger          | 1766    | 1819           | FA von Sinner 51-56 (ISplus)                                                                                           | Keine Angabe in ISplus | „Materialien zur Person“ |
| Theodor Kocher                       | 1841    | 1917           | N Theodor Kocher (ISplus)                                                                                              | 03,5                   | Persönliche Korrespondenz (Briefe an Frau und Söhne); Auszeichnungen, Urkunden (Nobelpreis, russische Studentinnen; Glückwunschschreiben, Presseartikel und Reden) und Familiendokumente (Unterlagen zu den Familien Kocher, Witschi-Courant und Lauterburg-Courant; Fotos, Porträts, Büste. Nur weniges zur Forschungs- und Lehrtätigkeit.)                                                                           |
| Werner Kohlschmidt                   | 1904    | 1983           | N Werner Kohlschmidt (ISplus)                                                                                          | 03,6                   | |
| Franz Niklaus König                  | 1765    | 1832           | Streubestand (Deskriptor)bzw. Mss. h.h. III. 250; XIX. 149.22. (ISplus)                                                | 0,0,13                 | „Materialien zur Person, Korrespondenz“ |
| Paul König                           | 1933    | 2024           | N Paul König | 00,75                  | Gedichte, Familiensaga, Tagebücher, Materialien, Publikationen |
| Ernst Kreidolf                       | 1863    | 1956           | N Ernst Kreidolf (ISplus)                                                                                              | 17                     | Persönliche Korrespondenz, persönliche Papiere, Familiendokumente, Fotos, Skizzenblätter, „kleinformatige Werke seines künstlerischen Schaffens“, „Belegexemplare seiner Bilderbücher“ |
| Ozren Krneta                         | 1901    | 1968           | Mss. h.h. LII. 32-33. (ISplus)                                                                                         | 00,4                   | Sammlung von Dokumenten |
| Bernhard Friedrich Kuhn              | 1762    | 1825           | Mss. h.h. X.107-109; XI.171-175; XIX.136-138; XXIII.1-5; LI.103 (1-5) (ISplus)                                         | 00,8                   | Korrespondenz, Werke, wissenschaftliche Vorarbeiten, Vorlesungen |
| Gottlieb Jakob Kuhn                  | 1775    | 1849           | Mss.h.h.XXIV.92 – 126 Mss.h.h.XXIII.51 Mss.h.h.LI.305-354 (ISplus)                                                     | 02                     | „Korrespondenz, Werke, wissenschaftliche Vorarbeiten, Tagebücher, Sammlung von Dokumenten“ |
| Joseph, Freiherr von Lassberg        | 1770    | 1855           | Mss. h.h. XXVI. 105. (ISplus)                                                                                          | 0,05                   | Briefe |
| Henri Lauener                        | 1933    | 2002           | N Henri Lauener (ISplus)                                                                                               | 05                     | Persönliche Papiere; Materialien und Manuskripte zu Lehrtätigkeit und publizistischem Werk |
| Gottlieb Ludwig Lauterburg           | 1817    | 1864           | Mss.h.h.LI.200, Mss.h.h.LI.201, Mss.h.h.LI.202, Mss.h.h.LI.203 (ISplus)                                                | 00,1                   | Tagebuch. |
| Martin Lauterburg                    | 1891    | 1960           | N Martin Lauterburg (ISplus)                                                                                           | 04                     | Korrespondenz, Fotomaterial, persönliche Dokumente. |
| Rupertus Scipio Lentulus             | 1714    | 1786           | Mss. h.h. XX. 166-167; XXIII. 133. (ISplus)                                                                            | Keine Angabe in ISplus | Korrespondenz, persönliche Papiere |
| Simon L’Huilier                      | 1750    | 1840           | Mss. h.h. XXXVIII. 7-11. (ISplus)                                                                                      | 00,5                   | Persönliche Papiere, wissenschaftliche Vorarbeiten, Gedichte |
| Johann Lindt                         | 1899    | 1977           | N Johann Lindt (ISplus)                                                                                                | 03                     | Teilbestand zu Buchdruckergeschichte, Wasserzeichensammlung und Publikationen (Teilbestand von Fragmenten zu Alten Drucken in Zentralbibliothek Bern) |
| Emanuel Lutz                         | 1762    | 1834           | Mss. h.h. LI. 107-111. (ISplus)                                                                                        | 00,20                  | Auszüge aus Büchern |
| Niklaus Manuel                       | 1484    | 1530           | Mss.h.h.XXII.36–92X (ISplus)                                                                                           |                        | Familienpapiere Manuel |
| Rudolf Gabriel Manuel                | 1749    | 1829           | Mss. h.h. XXII. 51, 52, 54, 58, 60-65, 68, 70, 88b. (ISplus)                                                           | 00,6                   | Korrespondenz, persönliche Papiere, wissenschaftliche Vorarbeiten, Sammlung von Dokumenten |
| Karl Marti                           | 1855    | 1925           | N Karl Marti (ISplus)                                                                                                  | 07                     | Akten von Berufstätigkeit (auch Korrespondenz) |
| Anton Marty                          | 1847    | 1914           | N Anton Marty (ISplus)                                                                                                 | 00,5                   | Nur sprachphilosophischer Teil des Nachlasses |
| Albrecht Friedrich May               | 1773    | 1853           | Mss. h.h. XXXVI. 43, 44-50, 150, 151. (ISplus)                                                                         | 00,6                   | Korrespondenz, persönliche Papiere |
| Wolf Maync                           | 1911    | 2003           | N Wolf Maync (ISplus)                                                                                                  | 03                     | persönliche Papiere, Korrespondenz; Typoskripte von Unveröffentlichtem; Genealogisches; Bildmaterial von Gebäuden und Gemälden; Zeitungsartikel; „Schrift- und Bildmaterial zur allgemeinen Geschichte Berns sowie zu Geschlechtern Berns und des Waadtlandes“; Typoskript / Material für geplante Publikationen (Von Gütern bernischer Patrizier am Bieler- und Murtensee; Publikation über waadtländische Schlösser) |
| Johann Jakob Mendel                  | 1809    | 1881           | Mss.h.h.XI.179 – 179 D (ISplus)                                                                                        | 00,3                   | Musikhandschriften |
| Luc Mojon                            | 1925    | 2011           | N Luc Mojon | 07,5                   | Vorlesungsmaterialien; Unterlagen zu Publikationen (Kunstdenkmälerbände, Forschungen zu italienischer Renaissance); Korrespondenzen; persönliche Papiere; Lyrisches |
| Eduard Rudolf Morell                 | 1805    | 1862           | Mss. h.h. LII. 6-8a. (ISplus)                                                                                          | 00,5                   | Persönliche Papiere, Militaria |
| Adolf von Morlot                     | 1820    | 1867           | Mss. h.h. XLV. 6-23 (Depot des Bernischen Historischen Museums) (ISplus)                                               | 00,8                   | Korrespondenz, Vorlesungen, wissenschaftliche Vorarbeiten |
| Urban von Muleren                    | ?       | 1493           | FA von Wattenwyl B 67-69 (ISplus)                                                                                      | Keine Angabe           | Materialien zur Person, persönliche Papiere |
| Albrecht von Mülinen                 | 1732    | 1807           | Mss. Mül. (verstreut) (ISplus)                                                                                         | Keine Angabe           | Korrespondenz, persönliche Papiere, Sammlung von Dokumenten |
| Egbert Friedrich von Mülinen         | 1817    | 1887           | Streubestand (Deskriptor) (ISplus)                                                                                     | Keine Angabe           | Werke, wissenschaftliche Vorarbeiten, Tagebücher, Sammlung von Dokumenten |
| Friedrich von Mülinen                | 1706    | 1769           | Mss. Mül. (verstreut) (ISplus)                                                                                         | Keine Angabe           | Korrespondenz, persönliche Papiere, Sammlung von Dokumenten |
| Gottfried von Mülinen                | 1790    | 1840           | Mss. Mül. (verstreut); Mss. h.h. XXII. 115-120. (ISplus)                                                               | Keine Angabe in ISplus | Korrespondenz, historische Arbeiten, Reden, Sammlung von Dokumenten |
| Niklaus Friedrich von Mülinen        | 1760    | 1833           | Mss. Mül. (verstreut) (ISplus)                                                                                         | Keine Angabe in ISplus | Materialien zur Person, Korrespondenz, persönliche Papiere, Werke, wissenschaftliche Vorarbeiten, Sammlung von Dokumenten |
| Wolfgang Friedrich von Mülinen       | 1863    | 1917           | Mss. Mül. (verstreut) (ISplus)                                                                                         | Keine Angabe in ISplus | Historische Arbeiten, Sammlung von Dokumenten |
| Elisabeth Müller                     | 1885    | 1977           | N Elisabeth Müller (ISplus)                                                                                            | 01,5                   | Schriftstellerisches Werk, persönliche Dokumente (Korrespondenz (auch der Familie), Tagebücher („bedeutende Quelle“)); Manuskripte / Typoskripte (Kinderbücher, Prosawerke, Theaterstücke, Vorträge, Gedichte, Artikel) |
| Johannes von Müller                  | 1752    | 1809           | Mss. h.h. LI. 113. (ISplus)                                                                                            | 00,2                   | Korrespondenz [Fotokopien] |
| Paul Jakob Müller                    | 1894    | 1982           | N Paul Jakob Müller (ISplus)                                                                                           | 02,4                   | Berichte zu Ausstellungen und Vernissagen, mit Foto- und Filmmaterial; keine persönlichen Dokumente, keine Korrespondenz |
| Rudolf Münger                        | 1862    | 1929           | N Rudolf Münger (ISplus)                                                                                               | 07,5                   | Kunstmaler. Entwürfe, Korrespondenzen |
| Rudolf Mumprecht                     | 1918    | 2019           | N Rudolf Mumprecht (ISplus)                                                                                            | 03,3                   | Skizzenbücher, „lettres sans adresse“, Eulenuniversum, Studien, Projekte, Kataloge, Drucke |
| Daniel Müslin                        | 1672    | 1748           | FA Haller-Müslin 4-6 (ISplus)                                                                                          | Keine Angabe           | Werke, persönliche Papiere |
| (Friedrich) Müslin                   | 1747    | 1821           | FA Haller-Müslin 7-9b (ISplus)                                                                                         | 00,2                   | Werke, Tagebücher, Korrespondenz |
| Abraham Friedrich Mutach             | 1765    | 1831           | Mss. h.h. XLV. 76-98. (ISplus)                                                                                         | 01,4                   | Korrespondenz, persönliche Papiere, Werke, wissenschaftliche und künstlerische Vorarbeiten, Sammlung von Dokumenten |
| Carl Neidhart                        | 1897    | 1973           | Mss. h.h. LII. 44. (ISplus)                                                                                            | 00,6                   | Akten. Diverses |
| Otfried Nippold                      | 1864    | 1938           | N Otfried Nippold (ISplus)                                                                                             | 02,9                   | Manuskripte und Publikationen (Monographien, Aufsätze, Zeitungsartikel); Korrespondenz, persönliche / familiäre Akten |
| Jakob Friedrich Otth                 | 1678    | 1729           | Mss. h.h. VIII. 71; XI. 122, 123. (ISplus)                                                                             | 00,16                  | Korrespondenz, Sammlung von Dokumenten |
| Johann Heinrich Otth                 | 1651    | 1719           | Mss. h.h. XXIV. 47. (ISplus)                                                                                           | 00,07                  | Wissenschaftliche Vorarbeiten |
| Liselotte Pulver                     | 1929    |                | N Liselotte Pulver | 03,5                   | |
| Daniel de Quervain                   | 1937    |                | N Daniel de Quervain (ISplus)                                                                                          |                        | Werke des Künstlers ab 1957 |
| Valentin Rebmann genannt Ampelander  | ?       | 1587           | Mss.h.h.III.253. 307. Cod. A 27. A 30 (ISplus)                                                                         | 00,2                   | Korrespondenz, Diverses (Nachlass Rebmanns und seiner drei Söhne [darunter Johann Rudolf Rebmann ], 16. Jh.), Kollegienheft. |
| Hans Renfer                          | 1898    | 1975           | Mss. h.h. LII. 80-81. (ISplus)                                                                                         | 00,5                   | Korrespondenz |
| Sigmund von Renner                   | 1727    | 1800           | Mss. h.h. XIX. 72. (ISplus)                                                                                            | 00,03                  | Korrespondenz, persönliche Papiere |
| Georg Ferdinand Rettig               | 1803    | 1897           | Mss. h.h. XXIII. 44. (ISplus)                                                                                          | 00,8                   | Werke, wissenschaftliche und künstlerische Vorarbeiten |
| Hans Rhyn                            | 1888    | 1967           | N Hans Rhyn | 00,35                  | „Manuskripte, Briefe und Postkarten, Fotos, Drucke“ |
| Erasmus Ritter                       | 1726    | 1805           | Mss.h.h.XXIa.91–92.4 (ISplus)                                                                                          | 00,2                   | Korrespondenz, wissenschaftliche Vorarbeiten |
| Bernhard von Rodt                    | 1892    | 1970           | Mss. h.h. LII. 9. (ISplus)                                                                                             | 00,3                   | Genealogien |
| Eduard von Rodt                      | 1849    | 1926           | Mss.h.h. III.233-235. XV.70-71. XXX.190 (ISplus)                                                                       | 00,4                   | Werke, wissenschaftliche Vorarbeiten, Sammlungen von Photographien |
| Emanuel von Rodt                     | 1776    | 1848           | FA von Rodt (ISplus)                                                                                                   | 00,5                   | Korrespondenz, persönliche Papiere, Werke, wissenschaftliche Vorarbeiten, Tagebücher |
| Abraham Rösselet                     | 1770    | 1850           | Mss. h.h. XIV. 8-9. (ISplus)                                                                                           | 00,5                   | Persönliche Papiere, Lebenserinnerungen |
| Ernst Röthlisberger                  | 1858    | 1926           | Mss. h.h. XXXIV. 8-25a. (ISplus)                                                                                       | 01,2                   | Korrespondenz, Werke, wissenschaftliche Vorarbeiten |
| Abraham Ruchat                       | 1680    | 1750           | Mss. h.h. III. 111, 174-177; IV. 83-87. (ISplus)                                                                       | 00,5                   | Werke, wissenschaftliche Vorarbeiten, Sammlung von Dokumenten |
| Hans Ryffel                          | 1913    | 1989           | N Hans Ryffel (ISplus)                                                                                                 | 07,2                   | Wissenschaftliches (Unterlagen zu Forschung und Lehre), administrative Akten, Korrespondenz, wenig Persönliches |
| Friedrich Schärer                    | 1786    | 1836           | Mss. h.h. XI. 5-10; XVI. 147; Mss. Mül. 98. (ISplus)                                                                   | 00,5                   | Werke, wissenschaftliche Vorarbeiten, Sammlung von Dokumenten |
| Jakob Scheurmann                     | 1872    | 1951           | Mss. h.h. XLII. 45. (ISplus)                                                                                           | 03                     | Zeitungsausschnitte und Notizen zu “Weltkonflikt 1939-47” |
| Karl Moritz von Schiferli            | 1809    | 1897           | Mss. h.h. XXXI. 10-44 und nicht bearbeiteter Teil (ISplus)                                                             | 01,9                   | Korrespondenz, persönliche Papiere, Tagebücher |
| Rudolf Abraham von Schiferli         | 1775    | 1837           | Mss. h.h. XXXI. 1-9. und nicht bearbeiteter Teil (ISplus)                                                              | 00,6                   | Korrespondenz, persönliche Papiere |
| Bernhard Schmid                      | 1886    | 1961           | N Bernhard Schmid (ISplus)                                                                                             | 02,3                   | Bibliothekar und Autor; „enthält diverse Papiere und Materialien“ |
| Karl Schmid                          | 1827    | 1909           | Mss. h.h. XVII. 295. (ISplus)                                                                                          | 00,1                   | Korrespondenz, Sammlung von Dokumenten und Druckschriften |
| Johann Rudolf Schneider              | 1804    | 1880           | Mss. h.h. XV. 81-95; XIX. 34. (ISplus)                                                                                 | 00,6                   | Persönliche Papiere, Werke, wissenschaftliche Vorarbeiten, Sammlung von Dokumenten |
| Johannes Schneider                   | 1792    | 1858           | Mss. h.h. XII. 368-378. (ISplus)                                                                                       | 01                     | Korrespondenz, persönliche Papiere, wissenschaftliche Vorarbeiten, Tagebücher, Sammlung von Dokumenten |
| Erwin Schneiter                      | 1917    | 1990           | N Erwin Schneiter (ISplus)                                                                                             | 00,8                   | Entwürfe zu Gedichten, dichterische Druckbelege mit Zeitungsausschnitten, Korrespondenz; keine persönlichen Papiere |
| Samuel Ludwig Schnell                | 1775    | 1849           | Mss. h.h. XV. 59-60. (ISplus)                                                                                          | 00,07                  | Persönliche Papiere, Werke, wissenschaftliche Vorarbeiten |
| Franz Schnyder                       | 1910    | 1993           | N Franz Schnyder (ISplus)                                                                                              | 21                     | Material von Vorfahren; persönliche Akten; Zeitungsbesprechungen; Material zu Filmen; Bibliothek vor allem von und über Jeremias Gotthelf und Johann Heinrich Pestalozzi (z. T. Schnyders Randnotizen); Graphik; Schallplattensammlung aus 1960/70er Jahren (vorwiegend klassische Musik) |
| Otto Schulthess                      | 1862    | 1939           | Mss. h.h. XXXIV. 193-204; XLV. 32-40 (Depot des Bernischen Historischen Museums) (ISplus)                              | 01,2                   | Korrespondenz, Werke, wissenschaftliche Vorarbeiten |
| Michael Schüpbach                    | 1707    | 1781           | Mss. h.h. XII. 370-372; XVII. 310; XXXIX. 85 (ISplus)                                                                  | 0,30                   | Briefe, persönliche Papiere, Ordinationsbücher |
| Georg Sidler                         | 1831    | 1907           | Mss.h.h.XXIb.1 – 340a (ISplus)                                                                                         | 05,1                   | Mathematische Manuskripte |
| Georg Josef Sidler                   | 1782    | 1861           | Mss. h.h. XXXI. 72. (ISplus)                                                                                           | 00,1                   | Persönliche Papiere |
| Valentin Silvestrov                  | 1937    |                | GA Singstudenten (ISplus, ISplus)                                                                                      | 17                     | Akten, 20. Jahrhundert |
| Gottlieb Anton Simon                 | 1790    | 1855           | Mss. h.h. XVI. 52-57, 71. (ISplus)                                                                                     | 00,2                   | Persönliche Papiere, Tagebücher, Sammlung von Dokumenten |
| Samuel Singer                        | 1860    | 1948           | Mss.h.h.XXIX.90.1 – 90.46 (ISplus)                                                                                     | 04,3                   | Korrespondenz, persönliche Papiere, wissenschaftliche Vorarbeiten |
| Gabriel Rudolf Ludwig von Sinner     | 1801    | 1860           | Mss.h.h.XIX.126 | 00.1                   | |
| Johann Rudolf Sinner                 | 1730    | 1787           | Mss. h.h. III. 216, 217; X. 100-106. (ISplus)                                                                          | 00,4                   | Korrespondenz, Werke, wissenschaftliche Vorarbeiten, Sammlung von Dokumenten |
| Johann Rudolf von Sinner             | 1830    | 1901           | FA von Sinner 37-40. 42(18) (ISplus)                                                                                   | Keine Angabe in ISplus | Materialien zur Person |
| Karl Ludwig von Sinner               | 1781    | 1848           | Mss. h.h. XXV. 22-23, 75. (ISplus)                                                                                     | 00,2                   | Korrespondenz, Werke, wissenschaftliche Vorarbeiten |
| Ludwig von Sinner                    | 1801    | 1860           | Mss. h.h. XIX. 126-133. (ISplus)                                                                                       | 00,3                   | Korrespondenz, persönliche Papiere, wissenschaftliche Vorarbeiten |
| Sophia Johanna von Sinner            | 1846    | 1926           | Mss. h.h. LI. 157-165b. (ISplus)                                                                                       | 00,8                   | Briefe, Sammlung von Dokumenten, Graphik |
| Johann Rudolf von Sinner-Kirchberger | 1800    | 1880           | FA von Sinner 33-36 (ISplus)                                                                                           | Keine Angabe in ISplus | Rechnungen |
| Peter Sommer                         | 1926    | 1999           | N Peter Sommer | 06,7                   | kulturhistorische Arbeitsmaterialien; Kartei, persönliche Korrespondenzen; wenige Familienpapiere |
| Daniel Sprüngli                      | 1721    | 1801           | Mss. h.h. LI. 230-232. (ISplus)                                                                                        | Keine Angabe in ISplus | Wissenschaftliche Manuskripte |
| Zygmunt Stankiewicz                  | 1914    | 2010           | N Zygmunt Stankiewicz                                                                                                  | 05                     | Noch unerschlossen |
| Ludwig Stantz                        | 1801    | 1871           | Mss. h.h. IX. 19-32; X. 172-186; XIV. 11; XXIV. 135. (ISplus)                                                          | 01                     | Werke, wissenschaftliche und künstlerische Vorarbeiten, Sammlungen von Dokumenten, Graphik, Photographien |
| Johann Rudolf Steck                  | 1772    | 1805           | FA Steck (ISplus) | 00,1                   | Korrespondenz, persönliche Papiere, wissenschaftliche Vorarbeiten, Tagebücher |
| Rudolf Steck                         | 1842    | 1924           | Mss. h.h. X. 290-297. (ISplus)                                                                                         | 00,3                   | Briefe, Kolleghefte, Druckschriften |
| Marie-Aimée Steck-Guichelin          | 1776    | 1821           | FA Steck (ISplus) | 00,2                   | Korrespondenz |
| Beatrix von Steiger                  | 1889    | 1974           | N Beatrix von Steiger (ISplus)                                                                                         | 03,1                   | Familien- und allgemeine Korrespondenzen; Akten zu Tätigkeit in Lyceumclub, Heimatschutztheater, Trachtenvereinigung und Stiftung Schloss Oberhofen; weniges als Bundesratsgattin. Komplementär zum Nachlass Eduard von Steiger: „Gemeinsam erlauben die Bestände einen interessanten Einblick in einen gut situierten, grossbürgerlichen Haushalt der ersten Hälfte des 20. Jahrhunderts.“                            |
| Christoph von Steiger (I.)           | 1651    | 1731           | Mss. h.h. XIII. 125, 150; XIV. 69; XVII. 260-266. (ISplus)                                                             | 00,4                   | Korrespondenz, persönliche Papiere |
| Christoph von Steiger (II.)          | 1694    | 1765           | Mss. h.h. XIII. 98, 126; XVI. 18, 27. (ISplus)                                                                         | 00,1                   | Korrespondenz, Reisebeschreibungen, persönliche Papiere |
| Eduard von Steiger                   | 1881    | 1962           | N Eduard von Steiger (ISplus)                                                                                          | 15                     | Familienpapiere, persönliche Dokumente (Materialien zur Zeit als Bundesrat resp. nach Rücktritt); keine Handakten aus bundesrätlicher Amtsführung |
| Karl Ludwig von Steiger              | 1813    | 1877           | Mss.h.h.XIV.71. XV.47-48 (ISplus)                                                                                      | 00,08                  | Verzeichnisse, wissenschaftliche Vorarbeiten |
| Niklaus Friedrich von Steiger        | 1729    | 1799           | Mss.h.h.L.119 – 128 (ISplus)                                                                                           | 00,7                   | Korrespondenz, persönliche Papiere, Ansprachen, Sammlung von Dokumenten |
| Wilhelm Stein                        | 1886    | 1970           | N Wilhelm Stein (ISplus)                                                                                               | 05,2                   | Persönliche Materialien und Papiere; Korrespondenz |
| Jakob Steiner                        | 1796    | 1863           | Mss. h.h. XXI b 341-360 (Depot der Schweizerischen Naturforschenden Gesellschaft) (ISplus)                             | 00,7                   | Persönliche Papiere, Werke, wissenschaftliche Vorarbeiten |
| Jerzy Stempowski                     | 1894    | 1969           | N Jerzy Stempowski (ISplus)                                                                                            | 04,2                   | (Unterdepot im Polenmuseum Rapperswil) |
| Alfred Stern                         | 1846    | 1936           | Mss. h.h. III. 293-296. (ISplus)                                                                                       | 01,5                   | Werke, wissenschaftliche Vorarbeiten |
| Bernhard Albrecht Stettler           | 1774    | 1856           | Mss. h.h. XLIII. 11. (ISplus)                                                                                          | 01,9                   | Tagebücher |
| Karl Ludwig Stettler                 | 1773    | 1858           | Mss. h.h. XIV. 60-67; XLIII. 12-16; LI. 10, 79. (ISplus)                                                               | 02                     | Werke, wissenschaftliche Vorarbeiten, Lebenserinnerungen und Tagebücher |
| Max Stettler (20. Jh.)               | 1893    | 1971 oder 1972 | N Max Stettler (ISplus)                                                                                                | 00,85                  | Berner Fürsprecher und Notar, der juristische und historische Schriften verfasste. Im Nachlass befinden sich vor allem Vorlesungsnachschriften des Studenten. |
| Bernhard Michael Stettler            | 1913    | 2003           | N Michael Stettler (ISplus)                                                                                            | 08,5                   | Materialien zu Tätigkeit und wissenschaftlichen und literarischen Publikationen; Korrespondenz |
| Michael Stettler                     | 1580    | 1642           | Mss.h.h. (verstreut) (ISplus)                                                                                          | Keine Angabe           | Wissenschaftliche Vorarbeiten, Sammlung von Dokumenten |
| Heinrich Stickelberger               | 1856    | 1931           | Mss. XXIX. 91. LII.310 (ISplus)                                                                                        | 01,3                   | Werke, wissenschaftliche Vorarbeiten |
| Hans Strahm                          | 1901    | 1978           | Mss. h.h. LI. 204-216. (ISplus)                                                                                        | 00,4                   | Wissenschaftliche Vorarbeiten |
| Hans Strasser                        | 1852    | 1927           | Mss. h.h. III. 297-300. (ISplus)                                                                                       | 00,3                   | Wissenschaftliche Vorarbeiten |
| Albert Streckeisen                   | 1901    | 1998           | N Albert Streckeisen (ISplus )                                                                                         | 00,5                   | Geologische Tagebücher, Verzeichnisse zu Dünnschliffen, Fotos, Karten, Pläne |
| Fritz Strich                         | 1882    | 1963           | N Fritz Strich (ISplus)                                                                                                | 05                     | Dokumente zum wissenschaftlichen Werk; handschriftliche Materialsammlung; Korrespondenzen |
| Bernhard Studer                      | 1794    | 1887           | Mss.h.h.XII.74 – 88 Mss.h.h.XVI.68 – 70 Mss.h.h.XIX.139 Mss.h.h.XXIII.54 Mss.h.h.XXIX.77 – 87a Mss.h.h.LI.105 (ISplus) |                        | Stufe: Teilbestand/Kapitel |
| Gottlieb Ludwig Studer               | 1801    | 1889           | Mss. h.h. VII. 170-175; XVII. 130-190; XXIV. 83, 84. (ISplus)                                                          | 02,6                   | Korrespondenz, persönliche Papiere, Werke, wissenschaftliche Vorarbeiten |
| Gottlieb Studer (Vater)              | 1761    | 1808           | N Gottlieb Studer (Vater) (ISplus)                                                                                     | 01,4                   | Alpenpanoramen und -darstellungen (durch SAC-Katalog von 1913 detailliert erschlossen) |
| Gottlieb Studer (Sohn)               | 1804    | 1890           | N Gottlieb Studer (Sohn) (ISplus)                                                                                      | 02,6                   | Alpenpanoramen und -darstellungen (durch SAC-Katalog von 1913 detailliert erschlossen) |
| Samuel Studer                        | 1757    | 1834           | Mss.h.h.XII.72-73. XVI.50-51. 61. XVII.126-129 (ISplus)                                                                | 00,25                  | Unterlagen zur Person, Korrespondenz, persönliche Papiere, Werke, wissenschaftliche Vorarbeiten |
| Theophil Studer                      | 1845    | 1922           | N Theophil Studer (ISplus)                                                                                             | 00,4                   | Papiere und Korrespondenz (u. a. an seine Eltern) von Studer und Familie (Einblick ins Privatleben von vier Generationen), von 1782 bis 1922; Landkarten, Kartenmaterial, Reiseführer. |
| Albert von Stürler                   | 1864    | 1939           | Mss. h.h. XXXII. a. 1-30. (ISplus)                                                                                     | 01,8                   | Sammlung von Dokumenten |
| Moritz von Stürler                   | 1807    | 1882           | Mss. h.h. III. 62-96, 243-252; X. 187-199; XIV. 31-34; XIX. 142, 143. (ISplus)                                         | 01,9                   | Korrespondenz, Diverses, persönliche Papiere, Werke, wissenschaftliche Vorarbeiten, Sammlungen von Dokumenten |
| Robert Julius von Stürler            | 1808    | 1875           | Mss. h.h. LII. 100-106 (Depot Verein Schloss Jegenstorf) (ISplus)                                                      | 00,2                   | Reisetagebücher |
| Robert von Stürler                   | 1890    | 1964           | Mss. h.h. XLVIII. 126-153. (ISplus)                                                                                    | 00,9                   | Sammlung von Dokumenten |
| Hans Martin Sutermeister             | 1907    | 1977           | Nachlass Hans Martin Sutermeister                                                                                      |                        | Unter anderem Familiennachlaß: „Material (vor allem Briefe) […], das als Grundlage zur Würdigung [von Otto Sutermeister] dienen kann“ |
| Otto Sutermeister                    | 1832    | 1901           | Streubestand (Deskriptor)                                                                                              | Keine Angabe in ISplus | Unter anderem Familiennachlaß: „Material (vor allem Briefe) […], das als Grundlage zur Würdigung [von Otto Sutermeister] dienen kann“ |
| Otto von Taube                       | 1879    | 1973           | Mss. h.h. XXXIV. 31-32a. (ISplus)                                                                                      | 00,3                   | Korrespondenz, persönliche Papiere, wissenschaftliche und künstlerische Vorarbeiten |
| Rudolf von Tavel                     | 1866    | 1934           | N Rudolf von Tavel (ISplus)                                                                                            | 03                     | Manuskripte, Zeichnungen, persönliche Dokumente aus literarischem Nachlass; Nachträge Witwe Adele von Tavel, Zeugnisse der Rezeption |
| Georges Thormann                     | 1912    | 2000           | N Georges Thormann (ISplus)                                                                                            | 02,5                   | Dokumentation zu seiner Amtszeit als Burgergemeindepräsident (keine persönlichen Dokumente oder Korrespondenzen) |
| Gottlieb Thormann                    | 1754    | 1831           | Mss. h.h. XI. 124-126. (ISplus)                                                                                        | 00,2                   | Korrespondenz, Sammlung von Dokumenten |
| Jules Thurmann                       | 1804    | 1855           | Mss. h.h. XXIII. 46. (ISplus)                                                                                          | 00,2                   | Korrespondenz, Sammlung von Autographen |
| Édouard Tièche                       | 1877    | 1962           | Mss. h.h. XLVIII. 163-164. (ISplus)                                                                                    | 00,2                   | Werke, Vorträge, Gutachten |
| Johann Anton von Tillier             | 1792    | 1854           | Mss.h.h.X.116 – 118 Mss.h.h.X.120 Mss.h.h.X.123 – 124 Mss.h.h.X.200 – 226 Mss.h.h.XXIII.58 – 68 (ISplus)               | 03,6                   | Stufe: Teilbestand/Kapitel (ISplus: „Korrespondenz, persönliche Papiere, Werke, wissenschaftliche Vorarbeiten, Lebenserinnerungen, Tagebücher, Sammlung von Dokumenten“) |
| Auguste Tissot                       | 1728    | 1797           | Mss.h.h.III.161. N Albrecht v. Haller (ISplus)                                                                         | 00,2                   | Korrespondenz |
| Gustav Tobler                        | 1855    | 1921           | Mss. h.h. XXX. 24-25; XXXI. 46-47 (ISplus)                                                                             | 01,1                   | Korrespondenz, wissenschaftliche Vorarbeiten |
| Friedrich Traffelet                  | 1897    | 1954           | N Friedrich Traffelet                                                                                                  | 02                     | „detaillierte Dokumentation zum künstlerschen Werk sowie eine umfangreiche Korrespondenz“ |
| Moritz Tramer                        | 1882    | 1963           | N Moritz Tramer (ISplus)                                                                                               | 03,5                   | Ohne Krankengeschichten |
| Louis de Treytorrens                 | 1726    | 1794           | Mss. Mül. 490. (ISplus)                                                                                                | 00,1                   | Korrespondenz, persönliche Papiere, wissenschaftliche Vorarbeiten |
| Hans Tribolet                        | 1884    | 1969           | N Hans Tribolet (ISplus)                                                                                               | 01                     | (Pseudonym: Hans Rych.) Typoskripte seiner Hörspielarbeiten für das Radio |
| Ludwig S. von Tscharner              | 1879    | 1917           | Mss. h.h. XXXVIII. 39-45. (ISplus)                                                                                     | 00,3                   | Werke, wissenschaftliche Vorarbeiten |
| Niklaus Emanuel Tscharner            | 1727    | 1794           | FA von Fellenberg 68-80 (ISplus)                                                                                       | Keine Angabe in ISplus | Politische Tagebücher, Sammlung von Dokumenten, Materialien zur Person |
| Vincenz Bernhard Tscharner           | 1728    | 1778           | Mss.h.h.XII.91–92 (ISplus)                                                                                             | 00,2                   | Korrespondenz |
| Johann Uhlmann                       | 1820    | 1882           | Mss. h.h. III. 230-232; XIII. 164; XIV. 35; XIX. 52; XLV. 27-31. (ISplus)                                              | 00,2                   | Briefe, Materialien zum Werk, Werke, wissenschaftliche Vorarbeiten |
| Gabriel Gustav Valentin              | 1810    | 1883           | Mss. h.h. XXII. 112; XXVIII. 61-69, 87, 88. (ISplus)                                                                   | 00,8                   | Korrespondenz, persönliche Papiere, wissenschaftliche Arbeiten |
| Adolf Wäber                          | 1841    | 1913           | FA Wäber (ISplus) | Keine Angabe           | Diverses |
| Hedwig Wäber                         | 1879    | 1963           | FA Wäber (ISplus) | Keine Angabe           | Diverses |
| Sigmund von Wagner                   | 1759    | 1835           | Nachlass Sigmund Wagner (ISplus)                                                                                       | 01,3                   | Grafischer Teil des Nachlasses |
| Hermann Wahlen                       | 1901    | 1990           | N Hermann Wahlen | 11,2                   | |
| Friedrich Walthard                   | 1818    | 1870           | N Friedrich Walthard (ISplus)                                                                                          | 01,1                   | Teile des grafischen Werks; diverse Papiere |
| Samuel Rudolf Walthard               | 1772    | 1855           | Mss. h.h. XII. 16, 46-59, 89, 90; XIV. 38-50, 68. (ISplus)                                                             | 01,5                   | Tagebücher, Werke, wissenschaftliche Vorarbeiten |
| Isaak Gottlieb Walther               | 1738    | 1805           | Mss.h.h.III.91. 112-113. 135. 171-172. IV.134-135. XV.102(8) (ISplus)                                                  | 00,35                  | Werke, wissenschaftliche Vorarbeiten, Sammlung von Dokumenten |
| Alexander Ludwig von Wattenwyl       | 1714    | 1780           | Mss. h.h. I. 23-34, 40, 51, 65; III. 219; VI. 16, 65. (ISplus)                                                         | 01,1                   | Korrespondenz, Werke, wissenschaftliche Vorarbeiten, Sammlung von Dokumenten |
| Alix von Wattenwyl                   | 1889    | 1964           | N Alix von Wattenwyl                                                                                                   | 03,4                   | Materialsammlungen, Manuskripte, Typoskripte, Korrespondenzen |
| Emanuel von Wattenwyl                | 1799    | 1874           | FA von Wattenwyl A 17-23 (ISplus)                                                                                      | Keine Angabe           | Materialien zur Person, Tagebücher, persönliche Papiere |
| Friedrich von Wattenwyl              | 1827    | 1890           | FA von Wattenwyl A 27-34 (ISplus)                                                                                      | Keine Angabe           | Tagebücher |
| Jakob von Wattenwyl                  | 1466    | 1525           | FA von Wattenwyl B 16-20 (ISplus)                                                                                      | Keine Angabe           | Materialien zur Person, persönliche Papiere |
| Johann von Wattenwyl                 | 1541    | 1604           | FA von Wattenwyl B 32-37 (ISplus)                                                                                      | Keine Angabe           | Materialien zur Person, persönliche Papiere, Korrespondenz |
| Ludwig von Wattenwyl                 | 1776    | 1836           | Mss. h.h. LII. 78. (ISplus)                                                                                            | 00,1                   | Korrespondenz (Abschriften in Fotokopie), Tagebücher |
| Niklaus Rudolf von Wattenwyl         | 1760    | 1832           | Mss. h.h. XLV. 43-59. (ISplus)                                                                                         | 00,6                   | Korrespondenz, persönliche Papiere, Sammlung von Dokumenten |
| Niklaus von Wattenwyl                | 1492    | 1551           | FA von Wattenwyl B 21-27 (ISplus)                                                                                      | Keine Angabe           | Materialien zur Person, persönliche Papiere, Korrespondenz |
| Oskar Weber                          | 1861    | 1930           | Mss. h.h. XXVIII. 59-60 b; XXXIV. 58-65. (ISplus)                                                                      | 00,7                   | Wissenschaftliche Vorarbeiten, Sammlung von Dokumenten |
| Wilhelm Wellauer                     | 1882    | 1974           | Mss. h.h. LI. 173-175. (ISplus)                                                                                        | 00,8                   | Vorlesungsmanuskripte, Werke, wissenschaftliche Vorarbeiten, Predigten, Notizen |
| Friedrich Emil Welti                 | 1857    | 1940           | N Friedrich Emil Welti                                                                                                 | 01,8                   | Materialsammlung zu Rechtsquelleneditionen |
| Georg Wendel                         | 1908    | 1938           | N Georg Wendel | 00,5                   | Typoskripte, Manuskripte; Autobiographisches mit Fokussierung auf publizistische Tätigkeit; keine privaten Dokumente |
| Albrecht Weyermann                   | 1809    | 1885           | N Albrecht Weyermann                                                                                                   | 00,2                   | Wenige persönliche Papiere |
| Josef Viktor Widmann                 | 1842    | 1911           | N Josef Viktor Widmann                                                                                                 | 09                     | Korrespondenzen; Materialien; dichterische und journalistische Manuskripte; Akten, persönliche Papiere (Weiteres im Dichter- und Stadtmuseum Liestal) |
| Franz Samuel Wild                    | 1743    | 1802           | Mss.h.h.X.105(38) (ISplus)                                                                                             | 05                     | Korrespondenz |
| Karl Samuel Wild                     | 1765    | 1848           | Mss. h.h. XVII. 198-202. (ISplus)                                                                                      | 00,2                   | Gedichte |
| Walter Wili                          | 1900    | 1975           | Mss. h.h. LII. 141-147. (ISplus)                                                                                       | 00,6                   | Korrespondenz, Diverses, persönliche Papiere, wissenschaftliche Vorarbeiten, Manuskripte |
| Julius Rudolf Wolf                   | 1816    | 1893           | Mss. h.h. XXII. 96, 97; XXVIII. 54; XXIX. 92. (ISplus)                                                                 | Keine Angabe           | Korrespondenz, wissenschaftliche Vorarbeiten |
| Johann Ludwig von Wurstemberger      | 1783    | 1862           | FA Wurstemberger (verstreut) (ISplus)                                                                                  | Keine Angabe           | Diverses |
| Franz Salomon Wyss                   | 1796    | 1849           | Mss. h.h. XX. 66-67; XLVIII. 2. FA Wyss (ISplus)                                                                       | 00,1                   | Briefe, persönliche Papiere |
| Johann Rudolf Wyss der Jüngere       | 1782    | 1830           | Streubestand (Deskriptor) (Mss. h.h. XII. 61-69; XXIII. 115; XXVI. 106; XXXI. 69; XLVIII. 34-72. (ISplus))             | 02,1                   | Korrespondenz, persönliche Papiere, Werke, wissenschaftliche Vorarbeiten, Sammlung von Dokumenten |
| Daniel-Richard von Wyttenbach        | 1893    | 1972           | Mss. h.h. LII. 34-40. (ISplus)                                                                                         | 00,2                   | Genealogische Vorarbeiten |
| Jakob Samuel Wyttenbach              | 1748    | 1830           | Mss. h.h. XVI. 39-41a; XX. 9, 10; XXIII. 28, 125. (ISplus)                                                             | 00,8                   | Korrespondenz, persönliche Papiere, Werke, wissenschaftliche Vorarbeiten, Tagebücher |
| Bernhard Zeerleder                   | 1788    | 1862           | Streubestand (Deskriptor) (ISplus)                                                                                     | 04                     | Korrespondenz, persönliche Papiere, Werke, wissenschaftliche Vorarbeiten, Tagebücher, Sammlung von Dokumenten |
| Ludwig Zeerleder                     | 1772    | 1840           | Mss. h.h. XLIV. 16-26, 30-33, 74, 175-177, 192, 193. (ISplus)                                                          | 01                     | Korrespondenz, persönliche Papiere, künstlerische Vorarbeiten, Tagebücher, Sammlung von Dokumenten |
| Theodor Zeerleder                    | 1820    | 1868           | Nachlass Theodor Zeerleder                                                                                             |                        | Teil des Familienarchivs Zeerleder; 21 Skizzenbüchern, viele Einzelblätter; Album Skizzen aus dem Orient |
| Paul Zehnder                         | 1884    | 1973           | N Paul Zehnder | 01                     | Persönliche Papiere, Korrespondenzen und Materialien zum Werk |
| Alfred Zesiger                       | 1882    | 1929           | N Alfred Zesiger bzw. Mss. h.h. XXXIV. 67-82. und nicht bearbeiteter Teil (ISplus)                                     | 05                     | Diverses |
| Katharina Zimmermann                 | 1933    |                | N Katharina Zimmermann                                                                                                 | 05,5                   | Materialien / Vorarbeiten und Manuskripte zu literarischem Werk; Korrespondenzen aus Tätigkeit für Basler Mission in Südostasien; Referenzobjekte zu Romanen (Gegenstände) |
| Johann Zürcher                       | 1908    | 1974           | N Johann Zürcher (ISplus)                                                                                              | 00,65                  | Vor allem Notenmanuskripte |
| Bertha Züricher                      | 1869    | 1949           | FA Züricher 11-15 (ISplus)                                                                                             | 00,8                   | Materialien zur Person und zum Werk, Manuskripte, Korrespondenz |
| Gertrud Züricher                     | 1871    | 1956           | FA Züricher 16-31 (ISplus)                                                                                             | 02,7                   | Materialien zur Person und zum Werk, Manuskripte, Korrespondenz |
| Ulrich Wilhelm Züricher              | 1877    | 1961           | FA (ISplus) | 09,7                   | Materialien zur Person und zum Werk, Manuskripte, Korrespondenz |
| Friedrich Zyro                       | 1802    | 1874           | Mss. h.h. XXXI. 98-105. (ISplus)                                                                                       | 00,8                   | Wissenschaftliche Vorarbeiten |